# The Texas Chainsaw Massacre
The Texas Chainsaw Massacre (bra: O Massacre da Serra Elétrica; prt: Massacre no Texas) é um filme de terror norte-americano de 2003, uma refilmagem do filme The Texas Chain Saw Massacre (1974). Foi dirigido por Marcus Nispel, escrito por Scott Kosar, produzido por Michael Bay e coproduzido por Kim Henkel e Tobe Hooper, cocriadores do filme original.
O enredo segue a mesma premissa da obra original, inclusive é ambientado na mesma época em que a primeira versão foi lançada, mostrando o destino trágico de um grupo de jovens que, durante uma viagem pelo interior do Texas, acabam se tornando vítimas de uma família de psicopatas, entre eles o maníaco Leatherface, que os persegue implacavelmente com uma motosserra. No entanto, enquanto o filme de 1974 apresenta uma estética ligeiramente documental, a refilmagem apresenta um estilo mais convencional de filmagem. O filme recebeu avaliações geralmente negativas da crítica especializada e chegou a ser indicado ao Framboesa de Ouro na época de seu lançamento, embora também tenha recebido alguns prêmios, como o Teen Choice Awards, e reconhecimento em festivais de cinema por sua direção de arte e trilha sonora.
The Texas Chainsaw Massacre foi a primeira de várias refilmagens produzidas pela companhia Platinum Dunes, fundada pelo cineasta Michael Bay. A companhia também lançou as refilmagens de The Amityville Horror, The Hitcher, Sexta-Feira 13 e A Nightmare on Elm Street. O filme ficou em primeiro lugar nas bilheterias da América do Norte em sua semana de estreia e arrecadou mundialmente mais de US$ 107 milhões contra um orçamento de pouco mais de US$ 9 milhões, tornando-se assim o filme mais rentável da franquia. Uma pré-sequência, intitulada The Texas Chainsaw Massacre: The Beginning, foi lançada em 2006.

## Enredo
O filme começa com imagens de evidências policiais de um crime, com a câmera percorrendo a casa de um assassino. Em 18 de agosto de 1973, cinco colegas de faculdade – Erin, seu namorado Kemper e seus amigos Morgan, Andy e Pepper – estão cruzando o interior do Texas em uma van, a caminho de um show do Lynyrd Skynyrd, em Dallas. Eles dão carona a uma mulher que estava perambulando no meio da estrada. Ela está aparentemente muito traumatizada e começa a falar incoerentemente sobre um "homem mau" e, em seguida, suicida-se com um tiro.
Na tentativa de contatar a polícia, o grupo vai até um restaurante próximo, onde uma mulher chamada Luda Mae diz para eles procurarem o xerife Hoyt em um moinho. Porém, eles encontram no local um menino chamado Jedidiah, que conta a eles que Hoyt está embriagando-se em casa. Enquanto Morgan, Andy e Pepper ficam no moinho com Jedidiah, Erin e Kemper caminham pela floresta até encontrarem a casa do xerife. Lá, são recebidos por um idoso amputado chamado Monty, que permite que Erin entre para pedir ajuda. Ao entrar para procurar Erin, Kemper é morto a marretadas por Thomas Hewitt, também conhecido como Leatherface ("Cara de Couro"), que arrasta o corpo de Kemper até o porão para fazer uma nova máscara com a pele do rosto da vítima.
Enquanto isso, Hoyt chega ao moinho e descarta o corpo da caroneira. Erin nota o desaparecimento de Kemper e volta, junto com Andy, para a casa de Monty. Ela distrai o idoso, enquanto Andy procura por Kemper. Quando Monty percebe a presença de Andy, chama Leatherface, que persegue os jovens com uma motosserra. Erin escapa e se dirige para o moinho, mas Leatherface corta a perna de Andy, o leva para o porão e o pendura em um gancho de carne. Erin chega ao moinho, mas antes que ela ou os outros possam sair, Hoyt aparece. Depois de encontrar maconha no painel, ele exige que Erine e Pepper saiam da van, dá a Morgan a arma que ele pegou da caroneira e pede que Morgan encene como a caroneira se matou. Morgan, perturbado com as exigências, tenta atirar em Hoyt, mas a arma estava descarregada. Hoyt então algema Morgan e o leva de volta para a casa de Hewitt, levando a chave da van com ele.
Leatherface, que está usando o rosto de Kemper como máscara, segue os rastros de Erin e Pepper. Quando Pepper tenta fugir, é morta por Leatherface. Erin corre e se esconde em um trailer nas proximidades, onde encontra uma mulher obesa de meia-idade, conhecida apenas como Senhora do Chá, e uma jovem chamada Henrietta, que serve a Erin um chá entorpecente. Erin descobre que as duas sequestraram o bebê da caroneira, mas desmaia antes que possa escapar. Erin acorda na casa dos Hewitt, cercada por toda a família: Leatherface, sua mãe Luda Mae, Hoyt, Monty e Jedidiah. Luda Mae explica a Erin que Leatherface foi atormentado a vida inteira, devido a uma doença de pele que deixou o rosto dele desfigurado, e ela sentia que ninguém se importava com a família além deles mesmos.
Erin é levada para o porão, onde encontra Andy e o mata para acabar com o sofrimento dele, depois de não conseguir tirá-lo do gancho. Depois, ela encontra Morgan algemado em uma banheira. Jedidiah, que não concorda com as ações de sua família, os leva para fora da casa e distrai Leatherface por tempo suficiente para eles escaparem. Erin e Morgan se escondem em um barraco abandonado que encontram na floresta. Leatherface invade o local e descobre Erin, mas Morgan ataca Leatherface, que o pendura em um candelabro pelas algemas e o mata com a motosserra. Erin escapa para a floresta com Leatherface em seu encalço. Ela chega a um matadouro e ataca Leatherface com um cutelo, cortando o braço direito dele.
Erin corre para fora do matadouro e pede socorro a um caminhoneiro, tentando convencê-lo a afastar-se da casa dos Hewitt, mas ele decide procurar ajuda no restaurante. Enquanto a família é distraída pelo caminhoneiro, Erin foge com o bebê para fora do restaurante e o coloca no carro do xerife. Erin liga o carro e Hoyt tenta impedi-la, mas ela o atropela repetidas vezes até matá-lo. Leatherface aparece repentinamente na estrada e corta o carro com a motosserra, mas Erin consegue escapar com a criança, e ele observa frustrado enquanto ela vai embora. Dois dias depois, dois oficiais são mortos por Leatherface enquanto fazem uma investigação na casa dos Hewitt na cena do crime, e um narrador afirma que o caso ainda permanece em aberto.

## Elenco
- Jessica Biel — Erin
- Jonathan Tucker — Morgan
- Erica Leerhsen — Pepper
- Mike Vogel — Andy
- Eric Balfour — Kemper
- Andrew Bryniarski — Thomas Hewitt (Leatherface)
- R. Lee Ermey — Xerife Hoyt
- David Dorfman — Jedidiah Hewitt
- Terrence Evans — Monty Hewitt
- Marietta Marich — Luda Mae Hewitt
- Lauren German — Caroneira
- Heather Kafka — Henrietta Hewitt
- Kathy Lamkin — Senhora do Chá

## Produção

### Desenvolvimento

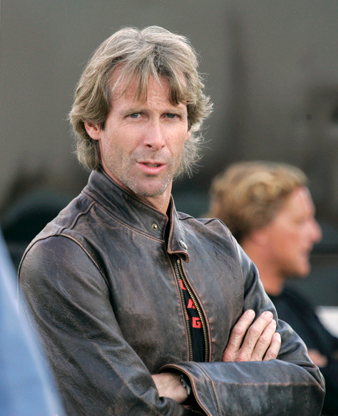
The Texas Chainsaw Massacre foi a primeira de várias refilmagens da Platinum Dunes, produtora fundada por Michael Bay (na imagem). A produtora também lançou as refilmagens de outros filmes clássicos de terror, como Sexta-Feira 13 e A Nightmare on Elm Street.

Em 5 de dezembro de 2001, foi anunciado que a Platinum Dunes, companhia voltada para a produção de filmes de baixo orçamento recém-fundada pelo diretor Michael Bay, iria produzir uma refilmagem de The Texas Chain Saw Massacre. Os primeiros anúncios no site da produtora indicavam que a história seria contada em flashback com a atriz Marilyn Burns, protagonista do filme original, reprisando seu papel como Sally Hardest contando os eventos do filme quase três décadas depois. Mais tarde, foi anunciado que a produtora já havia comprado os direitos do filme original. A princípio, os produtores da primeira versão Tobe Hopper e Kim Henkel escreveriam um roteiro para o remake, mas não se sabia se esse roteiro seria realmente usado.
A produção também entrou em contato com Gunnar Hansen, o ator que interpretou Leatherface no filme de 1974, para lhe propor uma participação especial na refilmagem. Na nova versão, Hansen interpretaria o motorista do caminhão que ajuda a protagonista Erin Hardesty nos momentos finais do filme, mas o ator recusou o papel devido a conflitos de ideias com os produtores da refilmagem e também por não aceitar o salário que lhe foi proposto.
Em junho de 2002, foi anunciado que Marcus Nispel iria dirigir o filme, em sua estreia na direção. Nispel relatou que inicialmente foi contra a ideia de refazer The Texas Chain Saw Massacre. Ele disse a Daniel Pearl, seu diretor de fotografia de longa data, que seria uma "blasfêmia" refilmar a obra de 1974. No entanto, Pearl, que também trabalhou na direção de fotografia do filme original, encorajou Nispel a participar do projeto, pois achou ótima a oportunidade de "fazer o mesmo filme duas vezes" e, assim, Nispel decidiu seguir com o projeto.

### Roteiro
O roteiro do filme foi assinado por Scott Kosar, que também escreveu os roteiros de The Machinist e do remake de The Amityville Horror, também da Platinum Dunes. Como na versão original de 1974, o novo roteiro também é vagamente inspirado nos crimes da vida real do assassino em série Ed Gein, do estado norte-americano de Wisconsin. Os crimes de Gen também inspiraram livros que posteriormente foram adaptados em filmes, como Psycho e O Silêncio dos Inocentes.
O filme foi o primeiro trabalho profissional de Kosar como roteirista, com o escritor lembrando-se mais tarde de se sentir emocionado e honrado com a perspectiva de escrever o roteiro para o remake. Kosar também percebeu desde cedo que estava lidando com "uma das obras seminais do gênero" que não poderia ser superada. Ao discutir com os produtores do filme, Kosar sentiu que o novo filme não deveria tentar competir com o filme original, pois ele achava que aquele foi feito sob circunstâncias diferentes deste. Em rascunhos anteriores, Erin, personagem principal do filme, estaria grávida de nove meses durante todo o filme, mas essa ideia foi removida de rascunhos posteriores por insistência do produtor Michael Bay.

### Seleção de elenco

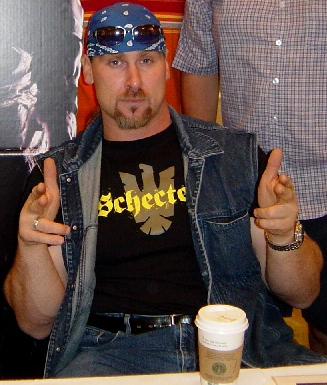
Para interpretar Leatherface, Andrew Bryniarski teve que ganhar peso e usar máscara e figurino desconfortáveis durante as filmagens.

Jessica Biel, que já havia atuado na série televisiva  7th Heaven, foi anunciada como intérprete da protagonista Erin. O ator Andrew Bryniarski, que já havia atuado no filme Pearl Harbor, dirigido por Bay, e que ficou amigo dele depois, encontrou-se pessoalmente com o produtor Bay e pediu-lhe o papel de Leatherface. Outro ator foi escalado para o papel antes de Bryniarski, mas, no primeiro dia, o ator foi hospitalizado e demitido por mentir sobre suas habilidades físicas.
Sem um ator para o principal antagonista do filme, os produtores ligaram para Bryniarski e perguntaram se o ator ainda queria o papel, o que ele aceitou. Para se preparar para o papel, Bryniarski fez uma dieta à base de carne de peito bovino e pão branco, a fim de ficar com um peso de quase 136 quilogramas. Bryniarski mais tarde reprisou seu papel como Leatherface na pré-sequência do filme.

### Filmagens
Nispel queria realizar a filmagem na Califórnia, mas Bay sugeriu o Texas, onde ele já havia produzido três filmes. As filmagens começaram em Austin em julho de 2002  e duraram 40 dias. O filme de 1974 foi gravado em um estilo próximo ao de um documentário. Intencionalmente, Nispel filmou em um estilo diferente, usando elementos narrativos mais tradicionais, já que ele não queria fazer uma refilmagem quadro a quadro do original, como no remake de Psycho, de Gus Van Sant. A refilmagem contém referências ao filme anterior, incluindo John Larroquette, que retorna em seu papel como o narrador do filme.
O clima durante as filmagens era muito quente e úmido. Bryniarski, que interpreta Leatherface no filme, não teve dublês em suas cenas de ação e foi forçado a usar um "traje gordo", que aumentava seus quase 136 quilogramas para 190 quilogramas. O traje também esquentava rapidamente, de modo que o ator tinha que beber muito líquido antes da filmagem de cada cena. A máscara de Leatherface também era um problema, pois era feita de silicone e se tornava difícil para o ator respirar. A equipe tinha diversos tipos de motosserras à disposição do ator Bryniarski, como motosserras que apagam fumaça e motosserras reais.

## Música
Existem dois álbuns com a trilha sonora do filme, lançados pela Bulletproof Records/La-La Land Records. O primeiro contém a partitura original do filme, composta por Steve Jablonsky e foi lançado em 21 de outubro de 2003. As composições são as seguintes:
| \| The Texas Chainsaw Massacre (score) (2003) \| \| \| \| \| N.º \| Título \| Duração \| \| \| 1. \| "Leatherface" \| 2:45 \| \| \| 2. \| "He's a Bad Man" \| 4:02 \| \| \| 3. \| "Erin and Kemper" \| 1:07 \| \| \| 4. \| "Hewitt House" \| 1:09 \| \| \| 5. \| "Driving with a Corpse" \| 1:24 \| \| \| 6. \| "Kemper Gets Whacked/Jedidiah" \| 1:56 \| \| \| 7. \| "Crawford Mill" \| 1:50 \| \| \| 8. \| "Interrogation" \| 3:50 \| \| \| 9. \| "Andy Loses a Leg" \| 1:41 \| \| \| 10. \| "You're So Dead" \| 3:33 \| \| \| 11. \| "Hook Me Up" \| 2:40 \| \| \| 12. \| "My Boy" \| 3:15 \| \| \| 13. \| "Morgan's Wild Ride/Van Attack" \| 4:35 \| \| \| 14. \| "Mercy Killing" \| 2:59 \| \| \| 15. \| "Prairie House" \| 3:13 \| \| \| 16. \| "Final Confrontation" \| 5:25 \| \| \| 17. \| "Can't Go Back" \| 3:55 \| \| \| 18. \| "Last Goodbye" \| 1:00 \| \| \| Duração total: \| Duração total: \| 50:25 \| \| |                                 |         |  |
| The Texas Chainsaw Massacre (score) (2003) |                                 |         |  |
| N.º | Título                          | Duração |  |
| 1. | "Leatherface"                   | 2:45    |  |
| 2. | "He's a Bad Man"                | 4:02    |  |
| 3. | "Erin and Kemper"               | 1:07    |  |
| 4. | "Hewitt House"                  | 1:09    |  |
| 5. | "Driving with a Corpse"         | 1:24    |  |
| 6. | "Kemper Gets Whacked/Jedidiah"  | 1:56    |  |
| 7. | "Crawford Mill"                 | 1:50    |  |
| 8. | "Interrogation"                 | 3:50    |  |
| 9. | "Andy Loses a Leg"              | 1:41    |  |
| 10. | "You're So Dead"                | 3:33    |  |
| 11. | "Hook Me Up"                    | 2:40    |  |
| 12. | "My Boy"                        | 3:15    |  |
| 13. | "Morgan's Wild Ride/Van Attack" | 4:35    |  |
| 14. | "Mercy Killing"                 | 2:59    |  |
| 15. | "Prairie House"                 | 3:13    |  |
| 16. | "Final Confrontation"           | 5:25    |  |
| 17. | "Can't Go Back"                 | 3:55    |  |
| 18. | "Last Goodbye"                  | 1:00    |  |
| Duração total: | Duração total:                  | 50:25   |  |

O segundo álbum foi feito para o público regular com músicas populares de metal e foi lançado em 4 de novembro de 2003. As seguintes canções compõem a trilha sonora: 
| \| The Texas Chainsaw Massacre (2003) \| \| \| \| \| \| N.º \| Título \| Intérprete(s) \| Duração \| \| \| 1. \| "Immortally Insane" \| Pantera \| 5:14 \| \| \| 2. \| "Below the Bottom" \| Hatebreed \| 2:27 \| \| \| 3. \| "Pride" \| Soil \| 2:44 \| \| \| 4. \| "Deliver Me" \| Static-X \| 2:38 \| \| \| 5. \| ""43"" \| Mushroomhead \| 4:33 \| \| \| 6. \| "Pig" \| Seether \| 3:21 \| \| \| 7. \| "Down In Flames" \| Nothingface \| 2:27 \| \| \| 8. \| "Self-Medicate" \| 40 Below Summer \| 3:10 \| \| \| 9. \| "Suffocate" \| Motorgrater \| 3:04 \| \| \| 10. \| "Destroyer of Senses" \| Shadows Fall \| 2:56 \| \| \| 11. \| "Rational Gaze" \| Meshuggah \| 5:05 \| \| \| 12. \| "Archetype (Remix)" \| Fear Factory \| 4:31 \| \| \| 13. \| "Enshrined by Grace" \| Morbid Angel \| 4:29 \| \| \| 14. \| "Listen" \| Index Case \| 2:07 \| \| \| 15. \| "Stay in Shadow" \| Finger Eleven \| 3:55 \| \| \| 16. \| "Ruin" \| Lamb of God \| 3:14 \| \| \| 17. \| "As Real As It Gets" \| Sworn Enemy \| 3:10 \| \| \| 18. \| "Five Months" \| Coretez \| 3:48 \| \| |                       |                 |         |  |
| The Texas Chainsaw Massacre (2003) |                       |                 |         |  |
| N.º | Título                | Intérprete(s)   | Duração |  |
| 1. | "Immortally Insane"   | Pantera         | 5:14    |  |
| 2. | "Below the Bottom"    | Hatebreed       | 2:27    |  |
| 3. | "Pride"               | Soil            | 2:44    |  |
| 4. | "Deliver Me"          | Static-X        | 2:38    |  |
| 5. | ""43""                | Mushroomhead    | 4:33    |  |
| 6. | "Pig"                 | Seether         | 3:21    |  |
| 7. | "Down In Flames"      | Nothingface     | 2:27    |  |
| 8. | "Self-Medicate"       | 40 Below Summer | 3:10    |  |
| 9. | "Suffocate"           | Motorgrater     | 3:04    |  |
| 10. | "Destroyer of Senses" | Shadows Fall    | 2:56    |  |
| 11. | "Rational Gaze"       | Meshuggah       | 5:05    |  |
| 12. | "Archetype (Remix)"   | Fear Factory    | 4:31    |  |
| 13. | "Enshrined by Grace"  | Morbid Angel    | 4:29    |  |
| 14. | "Listen"              | Index Case      | 2:07    |  |
| 15. | "Stay in Shadow"      | Finger Eleven   | 3:55    |  |
| 16. | "Ruin"                | Lamb of God     | 3:14    |  |
| 17. | "As Real As It Gets"  | Sworn Enemy     | 3:10    |  |
| 18. | "Five Months"         | Coretez         | 3:48    |  |

## Recepção

### Bilheteria
The Texas Chainsaw Massacre foi lançado na América do Norte em 17 de outubro de 2003, em 3 018 cinemas. Arrecadou US$ 10 620 000 em seu primeiro dia e concluiu o fim de semana de abertura na América do Norte com US$ 28 094 014, ficando em primeiro lugar nas bilheterias. O filme estreou em vários outros países e arrecadou US $ 26 500 000, enquanto o arrecadado norte-americano ficou em US $ 80.571.655, elevando o faturamento mundial para US $ 107 071 655. O orçamento do filme foi de US $ 9,5 milhões, tornando-se o filme de maior bilheteria da franquia, mesmo quando ajustado pela inflação.

### Resposta da crítica

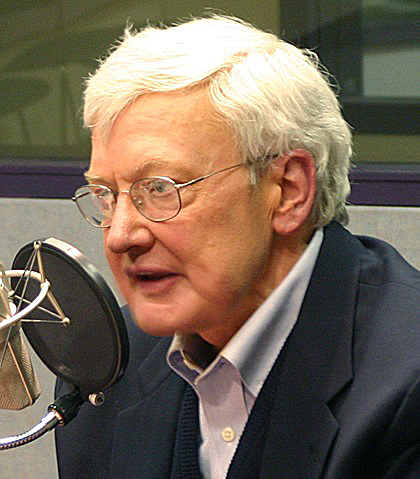
Enquanto boa parte da crítica especializada, como Roger Ebert (na imagem) e a revista Rolling Stone, avaliaram de forma negativa o filme, alguns críticos, como o brasileiro Rubens Ewald Filho, apontaram os aspectos positivos da refilmagem, como a fotografia e a atmosfera de perigo iminente.

O agregador de críticas Rotten Tomatoes mostra para o filme uma taxa de aprovação de 37% com base em 156 avaliações de críticos especializados; a classificação média é de 4,8/10. O consenso geral da crítica é: "Um remake desnecessário que é mais sangrento e menos assustador que o original." O Metacritic, outro agregador de críticas, calcula uma média de aprovação de 38%, indicando "geralmente avaliações desfavoráveis". Espectadores pesquisados pelo CinemaScore, empresa de pesquisa do mercado cinematográfico sediada em Las Vegas, deram ao filme uma nota média de "B +" em uma escala que vai de "A+" a "F".
Esse foi um dos raros filmes que receberam zero estrelas de Roger Ebert. O crítico justificou assim sua classificação: "Um filme desprezível: vil, feio e brutal. Não há um pingo de razão para vê-lo. Aqueles que o defendem terão que fazer muito malabarismo intelectual para definir sua mesquinhez e desespero como 'estilo' ou 'visão' ou 'um comentário sobre o nosso mundo'." A Variety deu ao filme uma crítica negativa, considerando o filme "inicialmente promissor, mas que rapidamente decepciona como recauchutagem de um clássico do terror extremamente influente". Peter Travers da Rolling Stone deu ao filme 2 de 4 estrelas, considerando o filme "sem alma", e comentando:
"O diretor Marcus Nispel, aclamado por seus anúncios publicitários e videoclipes, tem um olho afiado e o bom senso de contratar Daniel Pearl, que filmou o primeiro Chainsaw. Mas todo aquele charme ruim de Sexta-Feira 13 a The Blair Witch Project infectou o roteiro de Scott Kosar. Hooper foi primitivo, Nispel é estiloso. Hooper moderou no sangue, Nispel o despejou em tela."
Dave Kehr do The New York Times fez uma crítica negativa ao filme, afirmando: "Em vez de diversão, este filme amargo oferece apenas armadilhas e desespero", comentando ainda que o filme foi tão divertido quanto assistir a uma autópsia. Leonard Maltin classificou o remake com 1.5 de 4, elogiando a intensidade do filme, mas criticou a ausência de personagens simpáticos e a falta de humor presente no original, afirmando: "Uma vez que a ação começa, é brutalmente implacável com seus personagens desagradáveis e com a audiência."
Robert K. Elder, do Chicago Tribune, classificou a refilmagem em 3/4 estrelas e a chamou de "um filme de terror realmente eficaz", apesar de sua premissa absurda. A revista Total Film atribuiu três de cinco estrelas ao filme e comparou-o favoravelmente a Cabin Fever, que, segundo a revista, não teve tanto suspense quanto Chainsaw. William Thomas, da revista Empire, classificou o filme com três de cinco estrelas e escreveu: "Você terá que superar o ressentimento em relação a esse remake desnecessário antes de ser propriamente aterrorizado, mas, dentro das próprias limitações, ele se sai bem".
Rubens Ewald Filho, escrevendo sobre o DVD do filme para o portal UOL Cinema, cotou o remake com três de cinco estrelas, o considerando "um filminho modesto melhor do que poderia parecer"; destacou os "bons resultados" da fotografia e ressaltou que "o filme é barra pesada, mesmo para quem curte terror". Érico Borgo, do site brasileiro Omelete, considerou The Texas Chainsaw Massacre um bom filme, comentando que "se não supera seu antecessor, pelo menos a novidade recupera um pouco de seu espírito", além de elogiar a fotografia e a atmosfera de perigo iminente que ela cria ao longo de todo o filme. No entanto, apontou a "tentativa de se adequar à estrutura esperada pela audiência", com o uso de clichês do gênero como o da heroína que "grita, corre, cai, corre outra vez", como ponto que faz o filme perder qualidade.
O site brasileiro Cineclick classificou a refilmagem como "assustadora e competente" e Leonardo Campos, do site Plano Crítico, fez uma crítica positiva do filme, dando-lhe quatro estrelas, destacando o cilma "asqueroso" e "claustrofóbico" em que a produção busca imergir o espectador. Ele também reconheceu os clichês, mas não os viu como um grande problema, comentando: "Ao longo de seus 98 minutos, O Massacre da Serra Elétrica traz Jessica Biel como uma scream queen que não fica devendo nada ao passado do subgênero slasher".

### Home media
O filme foi lançado em VHS e DVD em 30 de março de 2004, pela New Line Home Entertainment. As características especiais incluem sete anúncios curtos produzidos para a televisão, trailers, um anúncio promocional da trilha sonora e um videoclipe da canção "Suffocate", da banda Motograter.
Um disco duplo da Platinum Series Edition também foi lançado no mesmo dia, contendo, além do material especial da versão normal do VHS/DVD, uma capa de placa metálica colecionável; três faixas de comentários com o produtor Michael Bay, o diretor Marcus Nispel e outros; cartões com fotos da cena do crime; cenas deletadas; começo e final alternativos, documentários Chainsaw Redux: In-Depth" e Gein: The Ghoul of Planifield"; testes de elenco; galeria de arte; e conteúdo para DVD-ROM e um documentário completo sobre a origem do filme. Essa edição foi lançada em setembro de 2005 no Brasil.
Uma versão UMD do filme foi lançada em 4 de outubro de 2005, e o lançamento oficial em Blu-ray ocorreu em 29 de setembro de 2009.

### Romantização
Stephen Hand escreveu uma romantização do filme, que foi publicada em 1.º de março de 2004 pela editora Black Flame. Hand escreveu anteriormente uma romantização para Freddy vs. Jason, também para a New Line e Black Flame.

### Prêmios e indicações
The Texas Chainsaw Massacre venceu quatro prêmios e recebeu dezesseis indicações. Foi considerado o melhor thriller para o Teen Choice Awards de 2004, superando filmes como Efeito Borboleta, Dawn of the Dead e Freddy vs. Jason. A direção de arte do filme saiu vitoriosa no Festival de Cinema de Sitges de 2003. e a trilha sonora assinada por Steve Jablonsky também foi premiada na cerimônia do BMI Awards de 2004.
Por outro lado, o filme foi indicado ao Framboesa de Ouro de pior remake ou sequência, mas perdeu o prêmio para Charlie's Angels: Full Throttle. A seguir, a lista completa dos prêmios e indicações recebidos por The Texas Chainsaw Massacre:
| Ano  | Premiação                                | Categoria                                    | Nomeação                                             | Resultado | Ref.                 |
| ---- | ---------------------------------------- | -------------------------------------------- | ---------------------------------------------------- | --------- | -------------------- |
| 2003 | Golden Schmoes Awards                    | Melhor filme de terror do ano                |                                                      | Indicado  | [ 53 ]               |
| 2003 | Golden Schmoes Awards                    | Melhor trailer do ano                        |                                                      | Indicado  | [ 53 ]               |
| 2003 | Festival de Cinema de Sitges             | Melhor direção de arte                       | Scott Gallagher                                      | Venceu    | [ 54 ] [ 55 ]        |
| 2003 | Festival de Cinema de Sitges             | Melhor filme                                 | Marcus Nispel                                        | Indicado  | [ 54 ] [ 55 ]        |
| 2003 | Cinescape Genre Face of the Future Award | Performance masculina                        | Eric Balfour (também por Veritas: the Quest (série)) | Indicado  | [ 56 ] [ 57 ]        |
| 2004 | Saturn Awards                            | Melhor filme de terror                       |                                                      | Indicado  | [ 58 ] [ 56 ]        |
| 2004 | Saturn Awards                            | Melhor atriz                                 | Jessica Biel                                         | Indicada  | [ 58 ] [ 56 ]        |
| 2004 | BMI Film Music Award                     |                                              | Steve Jablonsky                                      | Venceu    | [ 51 ]               |
| 2004 | Fangoria Chainsaw Award                  | Melhor filme de grande lançamento            |                                                      | Indicado  | [ 56 ] [ 58 ]        |
| 2004 | Fangoria Chainsaw Award                  | Melhor atriz                                 | Jessica Biel                                         | Indicada  | [ 56 ] [ 58 ]        |
| 2004 | Fangoria Chainsaw Award                  | Melhor ator coadjuvante                      | R. Lee Ermey                                         | Indicado  | [ 56 ] [ 58 ]        |
| 2004 | Fangoria Chainsaw Award                  | Pior filme                                   |                                                      | Indicado  | [ 56 ] [ 58 ]        |
| 2004 | Fantasporto                              | Melhor filme                                 | Marcus Nispel                                        | Indicado  | [ 56 ] [ 58 ]        |
| 2004 | Golden Trailer Awards                    | Melhor terror/thriller                       |                                                      | Indicado  | [ 59 ]               |
| 2004 | Key Art Awards                           | Melhor do show - Audiovisual                 | Por "True Story" (trailer)                           | Venceu    | [ 56 ] [ 60 ]        |
| 2004 | MTV Movie & TV Awards                    | Melhor vilão                                 | Andrew Bryniarski                                    | Indicado  | [ 56 ] [ 58 ] [ 61 ] |
| 2004 | MTV Movie & TV Awards                    | Melhor revelação feminina                    | Jessica Biel                                         | Indicada  | [ 56 ] [ 58 ] [ 61 ] |
| 2004 | Framboesa de Ouro                        | Pior remake ou sequência                     |                                                      | Indicado  | [ 56 ] [ 58 ] [ 62 ] |
| 2004 | Teen Choice Awards                       | Filme de terror                              |                                                      | Venceu    | [ 56 ] [ 58 ] [ 48 ] |
| 2004 | Teen Choice Awards                       | Filme que seus pais não querem que você veja |                                                      | Indicado  | [ 56 ] [ 58 ] [ 48 ] |